# Romana Wowczak
Romana Ihoriwna Wowczak (ukr. Романа Ігорівна Вовчак; ur. 20 listopada 2000) – ukraińska zapaśniczka walcząca w stylu wolnym. Zajęła dziewiąte miejsce na mistrzostwach Europy w 2022. Piąta w Pucharze Świata w 2019. Trzecia na ME juniorów w 2018 i 2019. Mistrzyni Europy kadetów w 2017 roku.